# Třída Pansio
Třída Pansio jsou minonosky finského námořnictva. Mezi jejich hlavní úkoly patří minové operace a monitorování znečištění, dále mohou sloužit jako výsadková plavidla a k přepravě vozidel. Celkem byly postaveny tři jednotky této třídy.

## Pozadí vzniku
Tři jednotky této třídy postavila finská loděnice Olkiluoto SY v Olkiluoto. Do služby byly přijaty v letech 1991–1992.
Jednotky třídy Pansio:
| Jméno               | Spuštěna | Zařazení do služby | Poznámka |
| ------------------- | -------- | ------------------ | -------- |
| Pansio (90, ex 876) |          | 25. září 1991      | aktivní  |
| Pyhäranta (875)     |          | 26. dubna 1992     | aktivní  |
| Porkkala (777)      |          | 29. října 1992     | aktivní  |

## Konstrukce

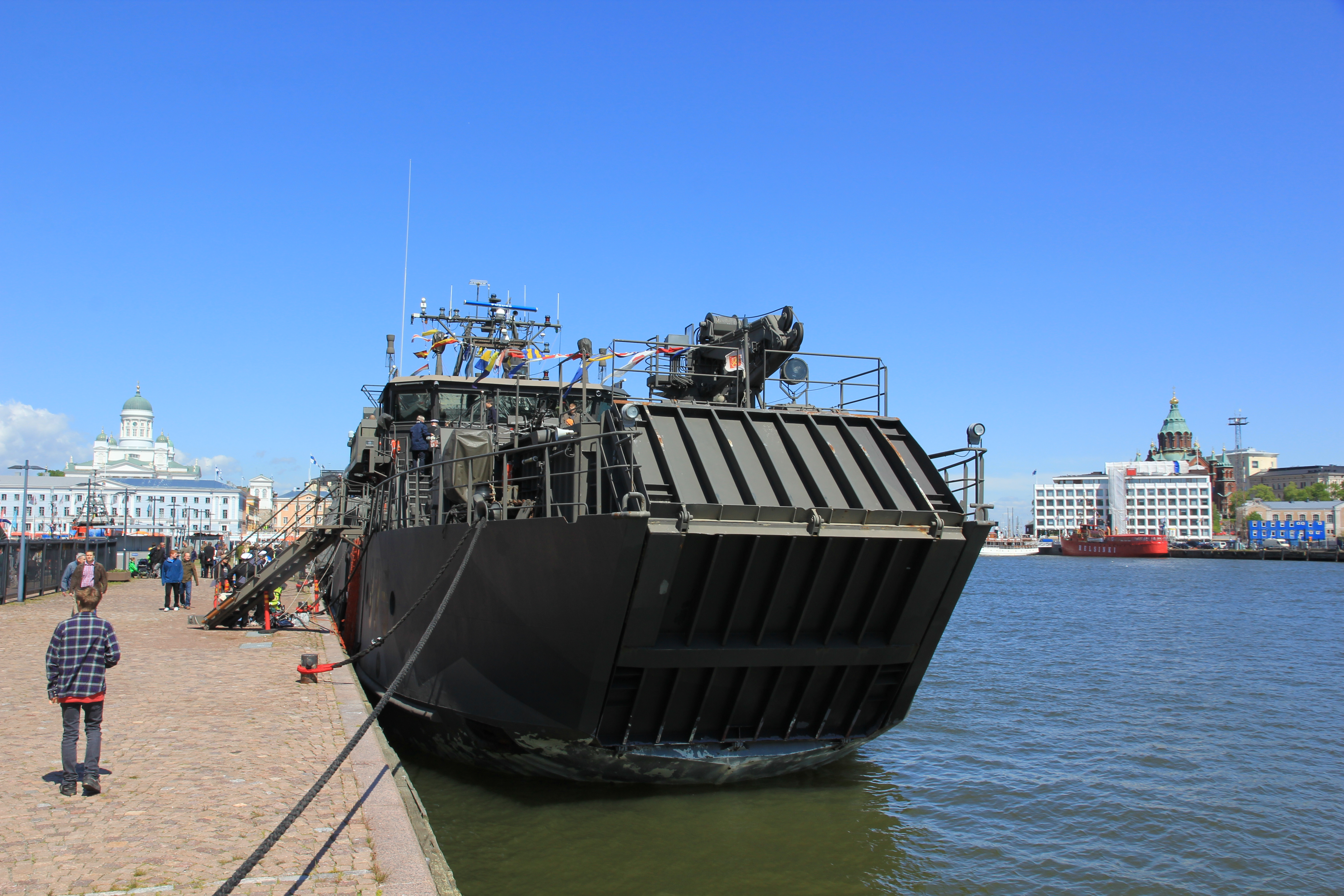
Pyhäranta před modernizací

Manipulaci s nákladem usnadňuje příďová a záďová nákladní rampa. Výzbroj se skládá ze dvou 23mm kanónů, jednoho 12,7mm kulometu a až 50 námořních min. Pohonný systém tvoří dva diesely, každý o výkonu 1500 shp. Nejvyšší rychlost dosahuje 10 uzlů.

### Modernizace
Celá třída prochází střednědobou modernizací, která má jejich životnost prodloužit do 30. let 21. století. Dne 3. října 2016 byla dokončena střednědobá modernizace minonosky Pansio, prováděná společnostmi Atlas Elektronik Finland Oy a Uki Workboat Oy. Modernizace minonosky Porkkala byla dokončena v květnu a minonosky Pyhäranta v listopadu 2017.